# Hagia Sophia

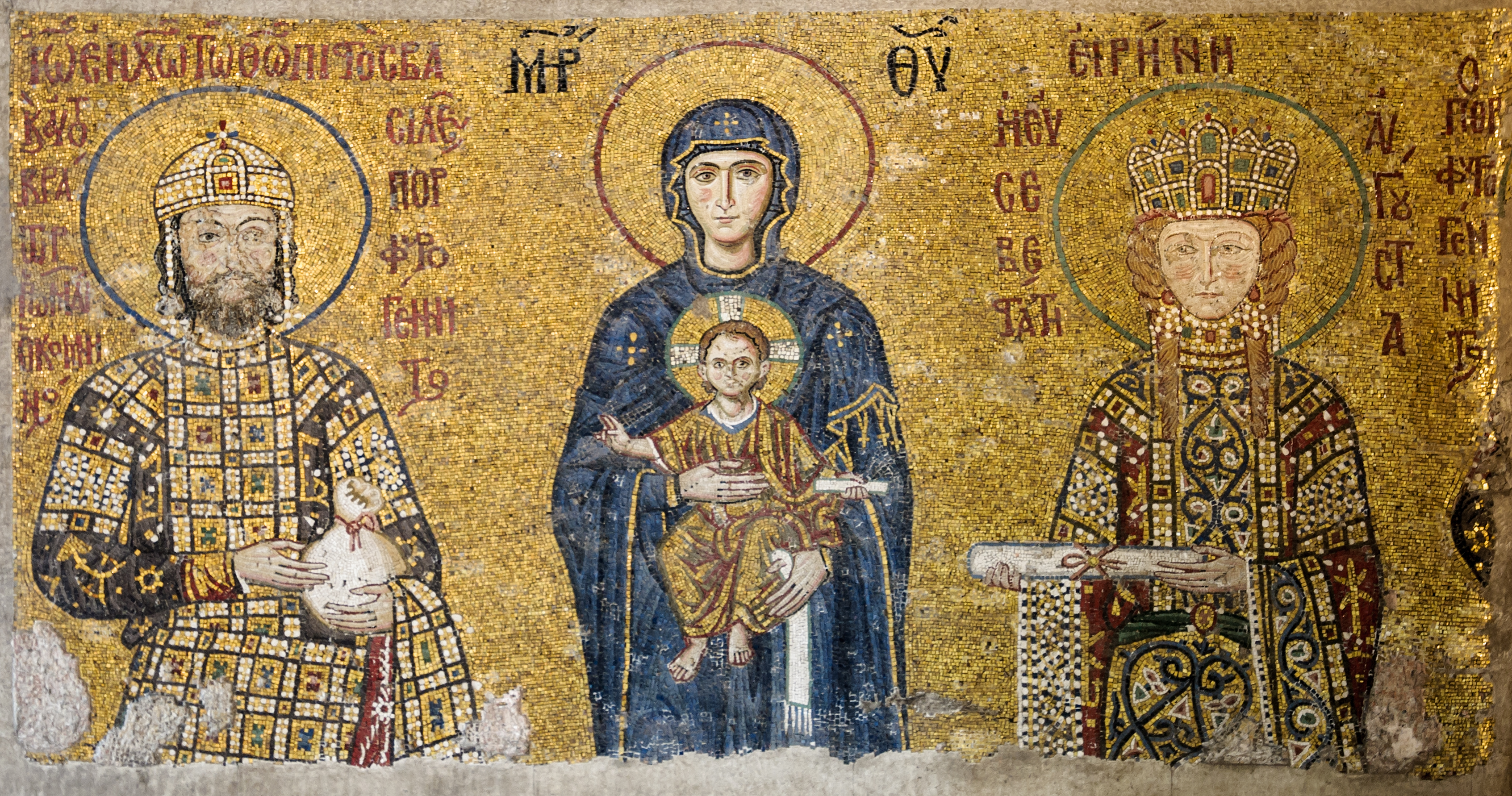
Mozaïek in de Hagia Sophia

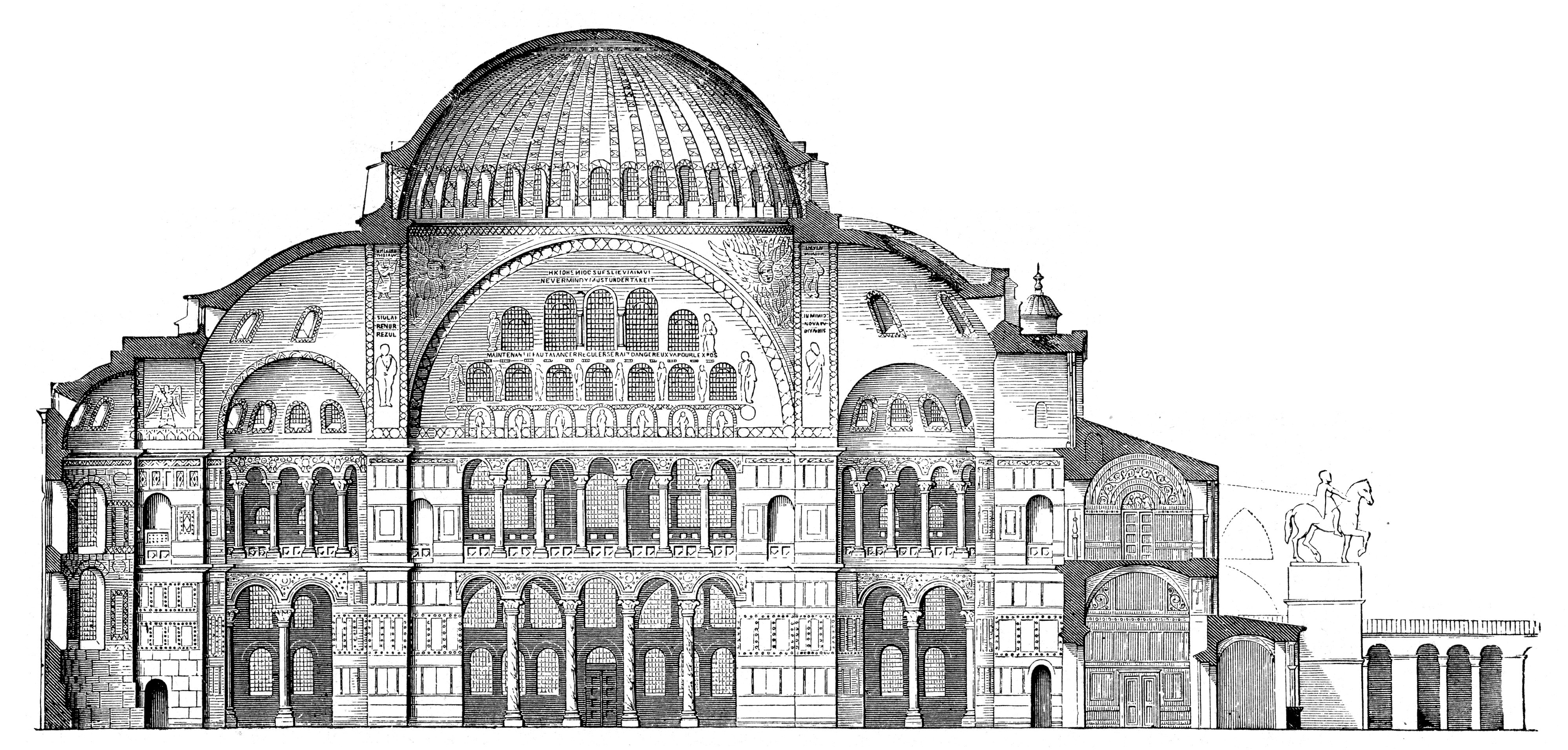
Doorsnee van de originele architectuur

De Hagia Sophia of Ayasofya (Grieks: Ἁγία Σοφία; "Heilige Wijsheid", Turks: Ayasofya, officieel: Ayasofya-i Kebir Cami-i Şerifi: "Hagia Sophia Heilige Grote Moskee") is een voormalige christelijke, orthodoxe kathedraal, die tegenwoordig als moskee in gebruik is, in de Turkse stad Istanbul. Van 537 tot 1453, toen het huidige Istanbul nog Constantinopel heette, was de Hagia Sophia de grootste kathedraal ter wereld. Na de val van Constantinopel in 1453 werd de kathedraal, onder Ottomaans bestuur, het islamitische gebedshuis Ayasofia. In 1934, tijdens het bewind van Atatürk, werd het gebedshuis een museum, en vanaf 2020 werd het opnieuw een moskee. De kathedraal was destijds niet gewijd aan een christelijke heilige, maar aan een van de aan Christus toebedeelde eigenschappen, namelijk die van de "Goddelijke Wijsheid" (Hagia Sophia). De Hagia Sophia bevindt zich in het oude stadscentrum van Istanbul op het westelijke, Europese deel, vlak bij de Sultan Ahmet Moskee, de Hippodroom en het Sarnici-waterreservoir. De wijk waar de Hagia Sophia ligt heet Sultanahmet. Het gebouw staat vanwege de bijzondere geschiedenis en architectuur op de werelderfgoedlijst van de UNESCO.

## Geschiedenis
De kathedrale kerk van Constantinopel werd tussen 532 en 537 gebouwd, toen de stad de hoofdstad was van het Byzantijnse Rijk, en de zetel van de belangrijkste aartsbisschop van het Oosters christendom. Voor 532 hadden er op dezelfde plaats al twee eerdere kerken gestaan. De eerste, genaamd Megale Ekklesia ("Grote Kerk"), werd in 360 gebouwd in opdracht van keizer Constantius II. Na beschadiging door brand en rellen in 404 liet keizer Theodosius II in 415 een nieuwe kerk bouwen, die op haar beurt in 532 bij het Nika-oproer werd verwoest. Keizer Justinianus I gaf hetzelfde jaar opdracht tot de bouw van een kathedraal, het huidige gebouw, dat centraalbouw combineert met axiaalbouw.
De kathedraal werd in slechts vijf jaar gebouwd, onder leiding van Isidorus van Milete en Anthemios van Tralles, beiden zonder eerdere bouwervaring. Tien van de circa 18 meter hoge donkergroene pilaren van het huidige gebouw werden aan de antieke tempel van Artemis in Efeze onttrokken. De koepelzaal van de kathedraal is 55 meter hoog. Om het gewicht van het plafond van de koepelzaal te beperken werden holle bakstenen gebruikt, die op het eiland Rodos waren gebakken. In 537 werd de Hagia Sofia, (kerk van de) Goddelijke Wijsheid, ingewijd.
Op 7 mei 558 stortte de koepel in, waarschijnlijk ten gevolge van een aardbeving een jaar eerder. De volgende, huidige koepel werd met een iets kleinere diameter, namelijk 33 meter, herbouwd. Vier zware bogen, die door contreforten of steunberen worden gesteund, dragen de gemetselde koepel. De druk van de koepel wordt door pendentieven (hoekzwik) op de gehele boog overgebracht. Deze bouwwijze, een koepel op pendentieven, is later vele malen herhaald.
De bouw was van grote symbolische betekenis voor de orthodoxe Kerk en het Byzantijnse Rijk, en is het eerste voorbeeld van Byzantijnse architectuur. De Hagia Sophia was eeuwenlang de grootste kathedraal, en de belangrijkste christelijke kerk, ter wereld. De kathedraal verwees naar de joodse tempel in Jeruzalem en was inwendig zo imposant dat keizer Justinianus zou hebben uitgeroepen "Geprezen zij God, dat ik waardig ben bevonden om zo'n werk te laten verrichten; ik heb Salomon overtroffen!"
Nadat de kruisvaarders in 1204 Constantinopel hadden ingenomen en hun leider Enrico Dandolo de keizerskroon had geweigerd, kozen ze op 9 mei van dat jaar voor Boudewijn IX van Vlaanderen. Op 16 mei werd hij in de Hagia Sophia tot Latijnse keizer van Constantinopel gekroond. Dandolo overleed kort nadien en werd in de kerk begraven. Bij de herovering van Constantinopel op de kruisvaarders in 1261, maakten de Byzantijnen het graf van Dandolo leeg en gooiden ze zijn gebeente voor de honden. De Ottomanen lieten het graf definitief verwijderen, maar in de 19e eeuw brachten Italiaanse restauratoren een merksteen aan in de vloer van de waarschijnlijke locatie van het voormalige graf (oostgalerij).

### Ottomanen
Op 10 november 1452 richtten de Ottomanen onder sultan Mehmet II een blokkade op rond Constantinopel en trachtten de stad te veroveren. Toen de verdedigers inzagen dat de inname van Constantinopel nabij was, kwamen ze op 28 mei 1453 tezamen in de Hagia Sophia, baden tot God en schonken elkaar vergeving. Een dag later viel de stad. Na de verovering werd de Hagia Sophia een moskee en ging Aya Sofia heten. Hiervoor werd het gebouw voorzien van minaretten en werd het kruis op de centrale koepel vervangen door een halve maan. Binnenin werden zes platen met de namen van Allah, Mohammed en de vier rechtgeleide kaliefen aangebracht. De Byzantijnse muurschilderingen en mozaïeken werden met een witte pleisterlaag bedekt.
De architectuur van de Hagia Sophia werd de basis voor alle moskeeën die, na de verovering van Constantinopel, werden gebouwd in het Ottomaanse Rijk. Ook de latere Turkse moskeeën in Nederland werden gebouwd met een dominante koepelvorm.

### Turkije
In opdracht van de Turkse president Mustafa Kemal Atatürk werd de Hagia Sophia gerestaureerd. Vanwege deze restauratiewerkzaamheden was het gebouw tussen 1930 en 1935 voor het publiek gesloten. Er werden verschillende restauraties uitgevoerd, zoals het omringen van de koepel wordt met een ijzeren riem, en het verwijderen en schoonmaken van de pleisterlaag. Hierdoor werden de oude mozaïeken opnieuw zichtbaar. De restauratiewerken werden uitgevoerd op het initiatief van het Byzantine Institute of America, een Amerikaanse organisatie gevestigd door Thomas Whittemore, die in nauw contact stond met president Atatürk.
Tijdens de werkzaamheden werd het idee naar voren gebracht om de Hagia Sophia terug te veranderen in de kerk waarvoor deze oorspronkelijk was gebouwd. Dit in overeenstemming met het principe van secularisme van de nieuwe republiek Turkije. Maar vanwege het lage aantal in de regio wonende christenen en mogelijke islamitische provocaties tegen zo'n gebouw, werd van dit idee afgeweken. Echter, gezien het historische belang werd bij besluit van de Ministerraad van 24 november 1934 de Hagia Sophia ingericht tot een museum. Op 1 februari 1935 werd het gebouw weer voor alle bezoekers geopend.
In 1985 werd het gebouw door de UNESCO tot werelderfgoed verklaard, samen met andere historische gebouwen in Istanbul.

## Herbestemming tot moskee in 2020
In de 21e eeuw laaide het Turkse debat weer op om de Hagia Sophia opnieuw tot moskee te bestemmen. Eerder werd in 2011 de Hagia Sophiakerk van Iznik en in 2012 de Hagia Sophiakerk van Trabzon tot moskeeën omgedoopt. Die in Trabzon is na oordeel van de rechtbank vanaf 2013 weer een museum geworden.
De regerende AKP van Recep Tayyip Erdoğan was een sterk voorstander van het idee om de Hagia Sophia in Istanbul om te dopen tot moskee. Ook de extreemrechtse MHP verklaarde zich voorstander: in november 2013 diende de MHP-politicus Yusuf Halaçoğlu een wetsvoorstel met die strekking in. Tegenstanders zagen in de plannen een verdere poging tot islamisering van het land. Uitlatingen van de Turkse vicepremier Bülent Arınç in november 2013 om van de voormalige kathedraal weer een moskee te maken, hebben geleid tot beladen woordenwisselingen tussen Turkije en Griekenland.
In juni 2020 werd het voorstel, waartegen internationaal steeds meer bezwaar werd gemaakt, door een erfgoedvereniging voorgelegd aan de Turkse Raad van State. Op 2 juli 2020 oordeelde de Raad unaniem dat het decreet uit 1934 waarmee Atatürk de moskee tot een museum had gemaakt, nietig was. Volgens de rechters ging het decreet in tegen het charter van de stichting die in het leven is geroepen door sultan Mehmet II bij de schenking van het gebouw, waarin een gebruik als openbare moskee was gestipuleerd. Op 10 juli droeg president Erdoğan de Hagia Sophia per decreet over aan Diyanet. Onduidelijk was toen nog welke gevolgen de omvorming tot moskee zou hebben voor de fresco's en mozaïeken. De islam laat geen iconografie toe in gebedshuizen.
In de plannen van Diyanet en het Turkse ministerie van Cultuur en Toerisme worden de mozaïeken en fresco's tijdens het gebed verduisterd met een slim verlichtingssysteem. Een andere optie is om de mozaïeken en fresco's met gordijnen af te schermen. Toeristen en personen die er komen bidden mogen elkaar niet hinderen.
De UNESCO betreurde het besluit van de Turkse autoriteiten en waarschuwde Turkije geen fysieke veranderingen door te voeren zonder dit vooraf aan te geven. De woordvoerder van president Erdoğan gaf op 10 juli 2020 aan dat de Hagia Sophia een erfgoed van heel de wereld blijft en de heropening van het eeuwenoude bouwwerk als moskee daar niets aan verandert. Op 24 juli 2020 werd de Hagia Sofia weer een moskee. Voor de toegankelijkheid van het gebouw heeft deze stap geen nadelige gevolgen gehad. Wel zijn de natuurstenen vloeren met een groen tapijt belegd ten behoeve van het gebed en moeten bezoekers bij binnenkomst hun schoenen uittrekken. Toeristen blijven op afstand van de biddende gelovigen.
Paus Franciscus betreurde de beslissing van de Turkse regering om van de Hagia Sophia een moskee te maken.

## Afbeeldingen

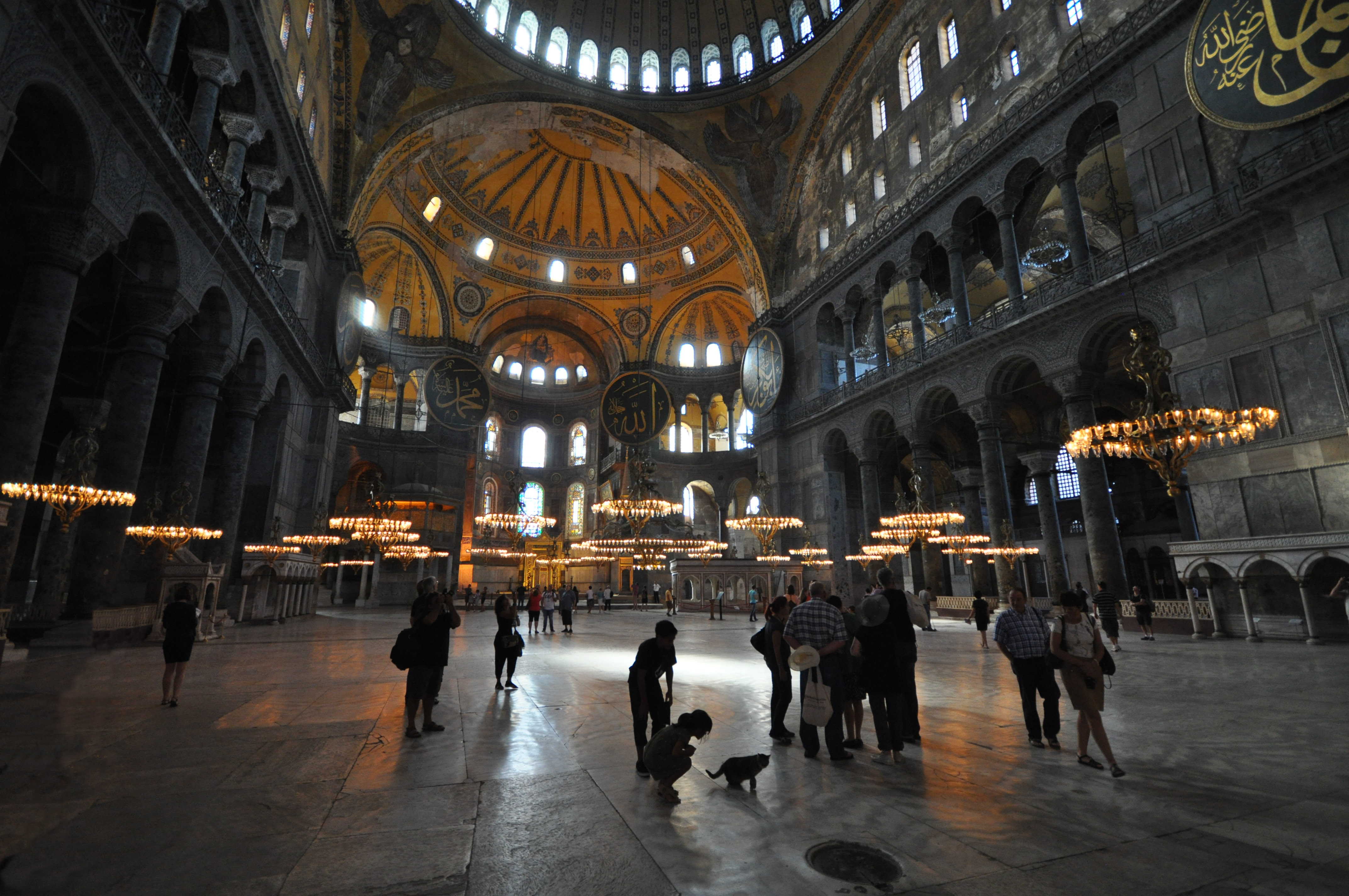
Binnenzicht
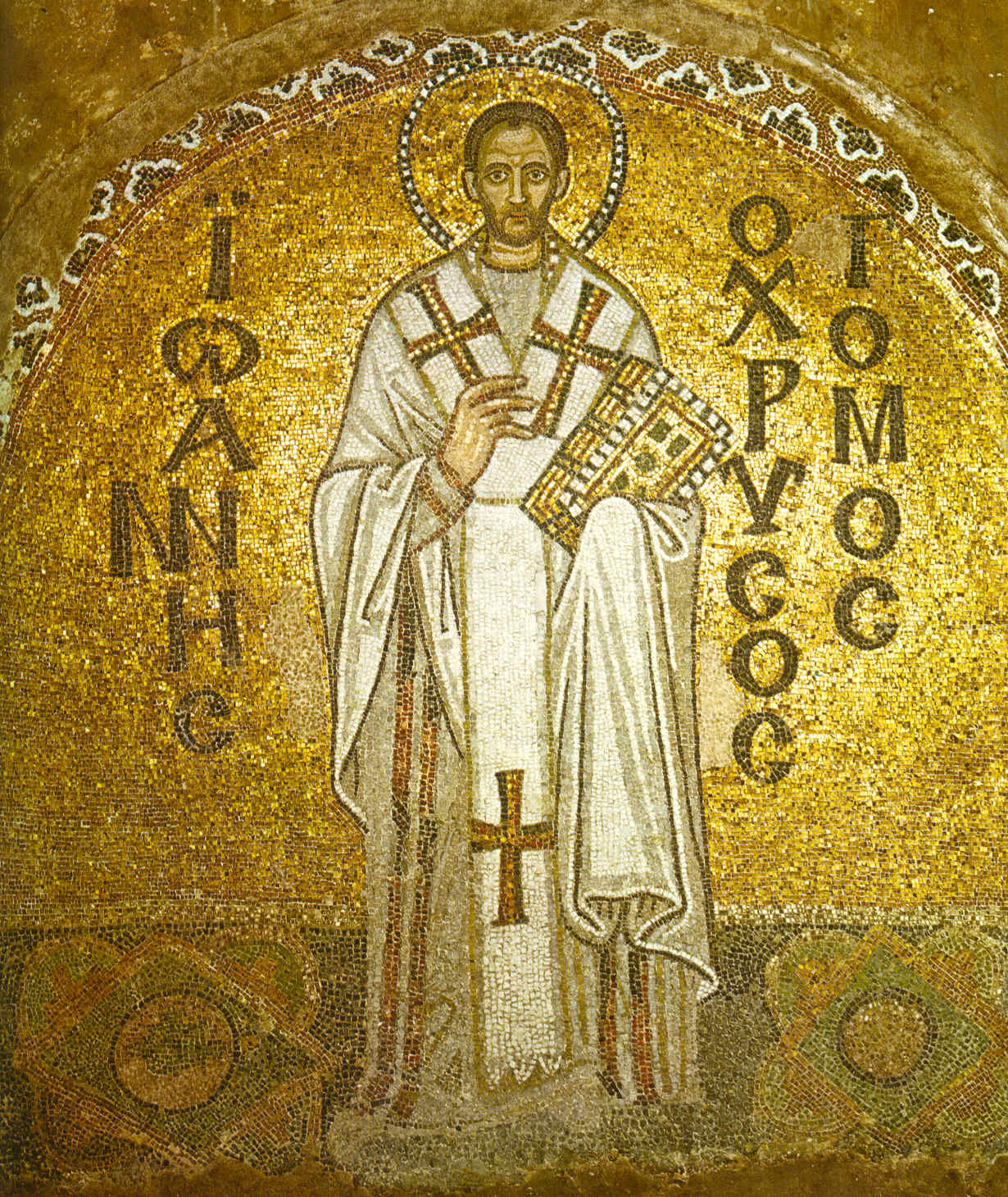
Mozaïek van de Heilige Johannes Chrysostomus
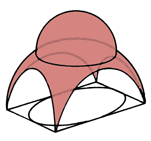
Principe: koepel op pendentieven